# Csha Szongmi
Csha Szongmi, nyugaton Cha Sung Mi (Szöul, 1975. november 23. –) dél-koreai nemzetközi női labdarúgó-játékvezető. Polgári foglalkozása labdarúgóedző.

## Pályafutása

### Nemzetközi játékvezetés
A Dél-koreai labdarúgó-szövetség Játékvezető Bizottsága (JB) 2007-ben terjesztette fel nemzetközi játékvezetőnek, a Nemzetközi Labdarúgó-szövetség (FIFA) bíróinak keretébe. Több nemzetek közötti válogatott és klubmérkőzést vezetett.

#### Világbajnokság
2010-ben Trinidad és Tobago rendezte az U17-es női labdarúgó-világbajnokságot, ahol a FIFA JB bíróként alkalmazta.
| Időpont             | Helyszín                   | Mérkőzés típusa        | Mérkőzés                | Eredmény | Nézők száma |
| ------------------- | -------------------------- | ---------------------- | ----------------------- | -------- | ----------- |
| 2010. szeptember 6. | Larry Gomes Stadion, Arima | selejtező (D. csoport) | Kanada–Ghána            | 1 : 0    | 1 881       |
| 2010. szeptember 9. | Ato Boldon Stadion, Couva  | selejtező (C. csoport) | Új-Zéland–Spanyolország | 1 : 3    | 1 785       |

A világbajnoki döntőhöz vezető úton Németországba a VI., a 2011-es női labdarúgó-világbajnokságra a FIFA JB játékvezetőkén alkalmazta.
| Időpont          | Helyszín                               | Mérkőzés típusa        | Mérkőzés            | Eredmény | Nézők száma |
| ---------------- | -------------------------------------- | ---------------------- | ------------------- | -------- | ----------- |
| 2011. június 30. | Commerzbank Stadion, Frankfurt am Main | selejtező (A. csoport) | Németország–Nigéria | 1 : 0    | 48 817      |